# Richard Washburn Child
Richard Washburn Child (* 5. August 1881 in Worcester, Massachusetts; † 31. Januar 1935) war ein US-amerikanischer Diplomat und Schriftsteller. Er wurde als publizistischer Unterstützer des italienischen Diktators Benito Mussolini bekannt.

## Leben
Child graduierte sich 1906 als Rechtsanwalt, wandte sich aber bald dem Journalismus und der Schriftstellerei zu. 1919 wurde er Herausgeber des Magazinc Collier's Weekly. 1920 schrieb er Werbematerial für die Wahlkampagne des republikanischen Präsidentschaftskandidaten Warren G. Harding. Harding belohnte Child nach seinem Wahlsieg mit dem Posten des amerikanischen Botschafters in Italien, den Child von Mai 1921 bis Februar 1924 bekleidete. Der Botschafter berichtete begeistert über Mussolinis Regime in Rom: „Wir haben hier eine prima junge Revolution. Keine Gefahr. Viel Enthusiasmus und Farbe. Wir genießen es alle.“ Child trat sogar, obwohl er als Diplomat zu politischer Neutralität verpflichtet war, in die Faschistische Partei ein.
1928 wurde er bezahlter PR-Autor von Mussolini. Er redigierte die englische Übersetzung von Mussolinis Autobiographie als Artikelserie in der Zeitschrift The Saturday Evening Post.